# Ruth B
Ruth Berhe (Edmonton, 2 de julho de 1995), mais conhecida pelo seu nome artístico Ruth B, é uma cantora e compositora canadense. Ela começou cantando canções no Vine no início de 2013. Em janeiro de 2015, ela lançou seu primeiro single, "Lost Boy", que primeiro começou como um vídeo publicado no mesmo serviço quando foi produzida. Em novembro de 2015, ela lançou seu EP de estreia, The Intro. Ela é contratada da Columbia Records.

## Primeiros anos e educação
Berhe nasceu e cresceu em Edmonton, Alberta. Ela se graduou na Ross Sheppard High School em 2013. Ela frequentou a MacEwan University, tendo usado um tempo fora dos estudos para se concentrar na música.

## Carreira artística
Berhe publicou seu primeiro vídeo no Vine em 9 de maio de 2013, e iniciou a fazer vídeos cantando para o Vine cerca de um ano depois. Seus vines de canto, tipicamente seis segundos de covers de canções populares, ajudou a fazer crescer o seu número de seguidores. Em novembro de 2014, ela publicou um Vine cantando um verso que tinha produzido, inspirada na série de TV Once Upon a Time. Ele recebeu cerca de 84.000 curtidas dentro de uma semana, o que era incomum para ela na época. Ela então tomou conhecimento de sua popularidade, com alguns de seus seguidores comentando que ela deveria fazer uma música completa. O trecho passou a ser o single "Lost Boy", onde publicou no YouTube em 18 de janeiro de 2015 e lançou no iTunes em 12 de fevereiro de 2015. Diversos usuários do Vine e YouTube publicaram seus covers da canção, o que aumentou ainda mais a popularidade de Berhe. Diversas gravadoras tomaram conhecimento e a cantora optou por assinar com a Columbia Records em julho de 2015. Seu EP de estreia, The Intro, foi lançado em 27 de novembro de 2015.
Em 2017 lançou o albúm Safe Heaven, com 12 faixas.

## Discografia

### EPs
| Ano  | Título    | Melhores posições atingidas |
| Ano  | Título    | EUA                         |
| ---- | --------- | --------------------------- |
| 2015 | The Intro | 84                          |

### Singles
| Ano  | Título     | Melhores posições atingidas | Melhores posições atingidas | Melhores posições atingidas | Melhores posições atingidas | Álbum        |
| Ano  | Título     | DIN                         | EUA                         | HOL                         | SUE                         | Álbum        |
| ---- | ---------- | --------------------------- | --------------------------- | --------------------------- | --------------------------- | ------------ |
| 2015 | "Lost Boy" | 14                          | 25                          | 41                          | 19                          | The Intro EP |